# Rentowność obligacji
Rentowność obligacji – stopa zwrotu z kapitału zainwestowanego w obligację. Jest to miernik dochodu inwestora z obligacji zrealizowanego w formie płatności odsetkowych otrzymanych od emitenta papierów oraz z zysku kapitałowego związanego ze zmianą cen rynkowych obligacji.
Obligacja jest papierem wartościowym potwierdzającym wystąpienie stosunku wierzycielsko-dłużniczego, w ramach którego emitent zobowiązany jest do zwrotu obligatariuszowi pożyczonej kwoty, najczęściej wraz z góry określonymi odsetkami. W zależności od konstrukcji obligacji oraz momentu dokonywania wyceny różne są metody ustalania ich rentowności.
Ocena rentowności obligacji jest wykorzystywana przez inwestorów do porównania opłacalności inwestycji w te papiery dłużne i realizacji innych inwestycji kapitałowych. Analiza stopy zwrotu jest dokonywana zarówno na etapie zakupu obligacji w czasie ich emisji, jak i później – w trakcie obrotu obligacjami na rynku wtórnym lub po ich wykupie.

## Bieżąca stopa zwrotu
Podstawowym miernikiem rentowności obligacji jest bieżąca stopa zwrotu, stanowiąca iloraz wypłaconych odsetek przypadających na obligację i ceny nabycia papieru:
{\displaystyle BSZ={\frac {O}{C_{0}}},}
gdzie:
- {\displaystyle BSZ} – bieżąca stopa zwrotu,
- {\displaystyle O} – wypłacone odsetki,
- {\displaystyle C_{0}} – cena zakupu obligacji.

Bieżąca stopa zwrotu przewyższy stopę oprocentowania obligacji oferowaną pierwotnie przez emitenta jeżeli obligacja została zakupiona na rynku wtórnym po cenie niższej niż jej wartość nominalna. Odwrotnie będzie w sytuacji, kiedy papier nabyty został na rynku wtórnym po cenie powyżej jego wartości nominalnej – wtedy bieżąca stopa zwrotu z obligacji jest niższa od oprocentowania waloru.

## Prosta stopa zwrotu
Inną miarą rentowności obligacji jest tzw. prosta stopa zwrotu w terminie do wykupu:
{\displaystyle PSZ=BSZ+{\frac {N-C_{0}}{n\times C_{0}}},}
gdzie:
- {\displaystyle PSZ} – prosta stopa zwrotu,
- {\displaystyle n} – liczba lat do terminu zapadalności,
- {\displaystyle N} – wartość nominalna obligacji.

W modelu kalkulacji prostej stopy zwrotu uwzględnia się wysokość dyskonta lub premii przy zakupie obligacji {\displaystyle (N-C_{0}),} a także liczbę lat do wykupu {\displaystyle (n).}

## Całkowita stopa zwrotu
Innym miernikiem pozwalającym na określenie rentowności obligacji jest całkowita stopa zwrotu uwzględniająca łączące się z inwestycją w papiery dłużne ulgi bądź obciążenia podatkowe:
{\displaystyle CSZ={\frac {C_{s}-C_{k}+O_{t}}{C_{k}}}\times (1-T),}
gdzie:
- {\displaystyle CSZ} – całkowita stopa zwrotu w okresie,
- {\displaystyle C_{s}} – cena sprzedaży waloru,
- {\displaystyle C_{k}} – cena zakupu waloru,
- {\displaystyle O_{t}} – odsetki otrzymane w okresie {\displaystyle t,}
- {\displaystyle T} – stopa podatku dochodowego.

Powyżej zaprezentowane modele wyceny rentowności odnoszą się jedynie do najczęściej spotykanych obligacji o określonej konstrukcji. Elastyczność emitentów w konstrukcji papierów dłużnych sprawia, że niemożliwe jest określenie jednego, właściwego miernika rentowności dla wszystkich typów obligacji.